# Police Academy (TV-serie)
Police Academy (även känd som Police Academy: The Animated Series) är en amerikansk animerad TV-serie från Warner Bros och Ruby-Spears Productions 1988-1989, baserad på Polisskolan.

## Avsnitt

### Säsong 1
1. The Good, The Bad & The Bogus
2. Puttin' On The Dogs
3. Phantom of the Precinct
4. Cops & Robots
5. Police Academy Blues
6. A Blue Knight At The Opera
7. Worth Her Weight In Gold
8. For Whom The Wedding Bells Toll
9. Westward Ho Hooks
10. My Mummy Lies Over The Ocean
11. Numbskull's Revenge
12. Proctor, Call A Doctor!
13. Little Zed & Big Bertha
14. Curses On You!
15. Lights, Action, Coppers!
16. Camp Academy
17. The Tell Tale Tooth
18. Mr. Sleaze Versus Lockjaw
19. Spaced Out Space Cadets
20. Sweetchuck's Brother
21. Karate Cop
22. The Hang Ten Gang
23. Nine Cops And A Baby
24. Fish & Microchips
25. Precinct of Wax
26. Cop Scouts

### Säsong 2
1. Professor Jekyll And Gangster Hyde
2. Operation Big House
3. Kingpin's Council of Crime
4. Ship Of Jewels
5. Zillion Dollar Zed
6. The Comic Book Caper
7. The Monkey Trial
8. Rolling For Dollars
9. K-9 Corps And The Peking Pooch
10. Santa With A Badge
11. Suitable For Framing
12. Rock Around The Cops
13. Prince And The Copper
14. Now You Steal It, Now You Don't
15. Mad Maxine
16. Trading Disgraces
17. Champ
18. Wheels of Fortune
19. The Wolf Who Cried Boy
20. Snow Job
21. A Bad Knight For Tackleberry
22. Supercop Sweetchuck
23. Deja Voodoo
24. Flights Of The Bumbling Blues
25. Big Burger
26. Fat City
27. Elementary, My Dear Coppers!
28. Dr. Deadstone, I Presume
29. The Hillbilly Blues
30. Survival Of The Fattest
31. The Junkman Ransoms The Ozone
32. Grads On Tour
33. Like Coppers, Like Son
34. Ten Little Cops
35. Big Top Cops
36. Alpine K-9s
37. The Legend Of Robin Good
38. Hawaii Nine-0
39. Thieves Like Us

## Hemvideoutgivningar
Volym 1 släpptes på DVD i region 1 den 11 december 2012.

### Fotnoter
1. ↑  ”Police Academy: The Animated Series - Volume 1” (på engelska). TV Shows on DVD. 11 december 2002. Arkiverad från originalet den 1 februari 2017. https://web.archive.org/web/20170201235350/http://www.tvshowsondvd.com/releases/Police-Academy-Volume-Release/12934. Läst 20 januari 2017.